# قطعنامه ۳۱۲ شورای امنیت
قطعنامه ۳۱۲ شورای امنیت سازمان ملل متحد که در تاریخ ۰۴ فوریه ۱۹۷۲ تصویب شد، سندی بین‌المللی دربارهٔ مسئلهٔ در رابطه با وضعیت در سرزمین‌های تحت حکومت پرتغال است. این قطعنامه طی نشست ۱٬۶۳۹ام
با ۹ موافق،۰ مخالف و۶ ممتنع تصویب شد.